# Халиков, Эркин Хафизович
Эркин Хафизович Халиков (9 мая 1962, Шахрисабз, Кашкадарьинская область — 2006) — советский самбист и борец вольного стиля, победитель и призёр розыгрышей Кубка СССР по самбо, чемпион и призёр чемпионатов СССР по самбо, чемпион и призёр чемпионатов Европы по самбо, победитель и призёр розыгрышей Кубка мира по самбо, бронзовый призёр чемпионата мира по самбо, мастер спорта СССР международного класса по самбо, мастер спорта СССР по вольной борьбе. Выступал во второй полусредней весовой категории (до 74 кг). Был майором милиции, работал в УВД Узбекистана. Погиб в 2006 году.

## Выступления на всесоюзных соревнованиях
- Самбо на летней Спартакиаде народов СССР 1983 года — ;
- Чемпионат СССР по самбо 1985 года — ;
- Кубок СССР по самбо 1985 года — ;
- Кубок СССР по самбо 1986 года — ;
- Чемпионат СССР по самбо 1987 года — ;
- Кубок СССР по самбо 1988 года — ;
- Чемпионат СССР по самбо 1989 года — ;